# Kup europskih prvaka u rukometu 1972./73.
Ovo je 13. izdanje Kupa europskih prvaka u rukometu. Sudjelovalo je 25 momčadi. Nakon dva kruga izbacivanja igrale su se četvrtzavršnica, poluzavršnica i završnica. Hrvatski predstavnik, branitelj naslova Partizan iz Bjelovara, predstavljao je Jugoslaviju. Završnica se igrala u Dortmundu ().

## Turnir

### Poluzavršnica
- SC Leipzig -  MAI Moskva 14:11, 9:17
- IK Hellas Stockholm -  Partizan Bjelovar 20:13, 13:23

### Završnica
- MAI Moskva -  Partizan Bjelovar 26:23

- europski prvak:  MAI Moskva (prvi naslov)